# 1ª Divisão 1947 (hockey su pista)
La 1ª Divisão 1947 è stata la 9ª edizione del torneo di primo livello del campionato portoghese di hockey su pista. La competizione ha avuto inizio il 23 febbraio e si è conclusa il 27 novembre 1947.
Il titolo è stato conquistato dal Clube Desportivo de Paço de Arcos per la quinta volta nella sua storia.

## Stagione

### Formula
La 1ª Divisão 1947 vide ai nastri di partenza tredici club divisi in due gironi; ogni girone fu organizzato con un girone all'italiana, con gare di andata e ritorno. Erano assegnati tre punti per l'incontro vinto e due punti a testa per l'incontro pareggiato, mentre ne era attribuito uno solo per la sconfitta. Al termine della prima fase le prime due squadre di ogni gruppo si qualificarono alla fase finale; la vincitrice venne proclamata campione di Portogallo.

## Prima fase

### Regional do Norte
|  | Pos. | Squadra           | Pt | G | V | N | P | GF | GS | DR  |
|  | ---- | ----------------- | -- | - | - | - | - | -- | -- | --- |
|  | 1.   | Infante de Sagres | 22 | 8 | 7 | 0 | 1 | 48 | 10 | +38 |
|  | 2.   | Académico Cambra  | 20 | 8 | 6 | 0 | 2 | 37 | 10 | +27 |
|  | 3.   | Espinho           | 16 | 8 | 4 | 0 | 4 | 42 | 38 | +4  |
|  | 4.   | Estrela           | 12 | 8 | 2 | 0 | 6 | 17 | 50 | -32 |
|  | 5.   | Carvalhos         | 10 | 8 | 1 | 0 | 7 | 15 | 51 | -36 |

Legenda:
  Qualificato alla fase finale.
Note:
Tre punti a vittoria, due per il pareggio, uno a sconfitta.

### Regional do Sul
|  | Pos. | Squadra          | Pt | G  | V  | N | P  | GF  | GS | DR  |
|  | ---- | ---------------- | -- | -- | -- | - | -- | --- | -- | --- |
|  | 1.   | Paço de Arcos    | 39 | 14 | 12 | 1 | 1  | 110 | 25 | +85 |
|  | 2.   | Sintra           | 36 | 14 | 10 | 2 | 2  | 72  | 21 | +51 |
|  | 3.   | Sporting Oeiras  | 30 | 14 | 5  | 6 | 3  | 33  | 37 | -4  |
|  | 4.   | CF Benfica       | 28 | 14 | 6  | 2 | 6  | 59  | 52 | +7  |
|  | 5.   | Amadora          | 27 | 14 | 5  | 3 | 6  | 54  | 65 | -11 |
|  | 6.   | Cascais          | 24 | 14 | 4  | 2 | 8  | 35  | 64 | -29 |
|  | 7.   | Benfica          | 21 | 14 | 2  | 3 | 9  | 27  | 63 | -36 |
|  | 8.   | Campo de Ourique | 18 | 14 | 1  | 3 | 10 | 16  | 79 | -63 |

Legenda:
  Qualificato alla fase finale.
Note:
Tre punti a vittoria, due per il pareggio, uno a sconfitta.

## Fase finale

### Classifica finale
|  | Pos. | Squadra           | Pt | G | V | N | P | GF | GS | DR  |
|  | ---- | ----------------- | -- | - | - | - | - | -- | -- | --- |
|  | 1.   | Paço de Arcos     | 14 | 6 | 4 | 0 | 2 | 30 | 21 | +9  |
|  | 2.   | Sintra            | 14 | 6 | 4 | 0 | 2 | 21 | 13 | +8  |
|  | 3.   | Infante de Sagres | 10 | 6 | 2 | 0 | 4 | 20 | 25 | -5  |
|  | 4.   | Académico Cambra  | 10 | 6 | 2 | 0 | 4 | 16 | 28 | -12 |

Legenda:
      Campione di Portogallo.
Note:
Tre punti a vittoria, due per il pareggio, uno a sconfitta.

### Risultati
| andata  | andata | Incontro                 | ritorno | ritorno |
|         |        |                          |         |         |
| 25 ott. | 0-1    | Académico Cambra-Sintra  | 1-9     | 3 nov.  |
| 26 ott. | 2-3    | Infante de Sagres-Sintra | 0-3     | 23 nov. |
| 29 ott. | 2-6    | Sintra-Paço de Arcos     | 2-4     | 12 nov. |

| andata  | andata | Incontro                           | ritorno | ritorno |
|         |        |                                    |         |         |
| 4 nov.  | 4-7    | Paço de Arcos-Académico Cambra     | 2-4     | 15 nov. |
| 12 nov. | 8-2    | Infante de Sagres-Académico Cambra | 4-2     | 27 nov. |
| 16 nov. | 2-7    | Infante de Sagres-Paço de Arcos    | 4-7     | 24 nov. |

| andata  | andata | Incontro                 | ritorno | ritorno |
|         |        |                          |         |         |
| 25 ott. | 0-1    | Académico Cambra-Sintra  | 1-9     | 3 nov.  |
| 26 ott. | 2-3    | Infante de Sagres-Sintra | 0-3     | 23 nov. |
| 29 ott. | 2-6    | Sintra-Paço de Arcos     | 2-4     | 12 nov. |

| andata  | andata | Incontro                           | ritorno | ritorno |
|         |        |                                    |         |         |
| 4 nov.  | 4-7    | Paço de Arcos-Académico Cambra     | 2-4     | 15 nov. |
| 12 nov. | 8-2    | Infante de Sagres-Académico Cambra | 4-2     | 27 nov. |
| 16 nov. | 2-7    | Infante de Sagres-Paço de Arcos    | 4-7     | 24 nov. |